# Aree tribali di amministrazione federale
Le aree tribali di amministrazione federale o FATA (acronimo dall'inglese Federally Administered Tribal Areas, in pashtu مرکزي قبایلي سیمې, in urdu قبائلی علاقہ جات) costituivano una suddivisione del territorio pakistano compresa tra il confine afghano e la Provincia della Frontiera Nord-occidentale, di cui facevano parte.

## Governo
Le principali tribù pashtun stanziate nell'area sono da sempre fieramente indipendenti ma, fino alle frizioni che hanno seguito la caduta del regime talebano in Afghanistan, hanno mantenuto buone relazioni con il governo centrale di Islamabad.
Queste tribù erano governate dal Frontier Crimes Regulation (Regolamento dei crimini frontalieri) introdotto durante il Raj Britannico. Hanno diritto ad essere rappresentate sia nella camera alta che nella camera bassa del Parlamento. In passato i candidati tribali non avevano affiliazione partitica e correvano come indipendenti.
A seguito dell'operazione militare ZARB e AZB l'esercito pakistano ha ristabilito il pieno controllo governativo su tutto il territorio tribale.
Il 31 maggio 2018, con l’approvazione del 25º emendamento alla Costituzione del Pakistan, hanno cessato di esistere ufficialmente.

## Geografia antropica

### Suddivisioni amministrative

Le suddivisioni delle FATA (in blu) e della NWFP (verde)

Le aree tribali di amministrazione federale sono suddivise in 7 agenzie. Alla testa di ciascuna è posto un agente politico, nelle cui mani si concentrano poteri piuttosto estesi, che ha poi sotto di sé, a seconda delle dimensioni della sua amministrazione, 2 o 3 agenti politici assistenti, 3 o 4 tehsildars (una sorta di governatori) e da 4 a 9 naib tehsildars (sottogovernatori).
Le 7 agenzie sono:
- Bajaur Agency
- Mohmand Agency
- Khyber Agency
- Orakzai Agency
- Kurram Agency
- North Waziristan Agency
- South Waziristan Agency